# Спирово (посёлок городского типа, Спировский район)
Спи́рово — посёлок городского типа в Тверской области России.
Административный центр Спировского округа, до 17 апреля 2021 Спировского района, в составе которого образовывал муниципальное образование посёлок Спирово со статусом городского поселения как единственный населённый пункт в его составе.
Законом Тверской области от 5 апреля 2021 года № 19-ЗО к 17 апреля 2021 года городское поселение было упразднено в связи с преобразованием Спировского муниципального района в муниципальный округ.

## География
Расположен в 80 км к северо-западу от областного центра. Железнодорожная станция на линии Москва — Санкт-Петербург.

## История

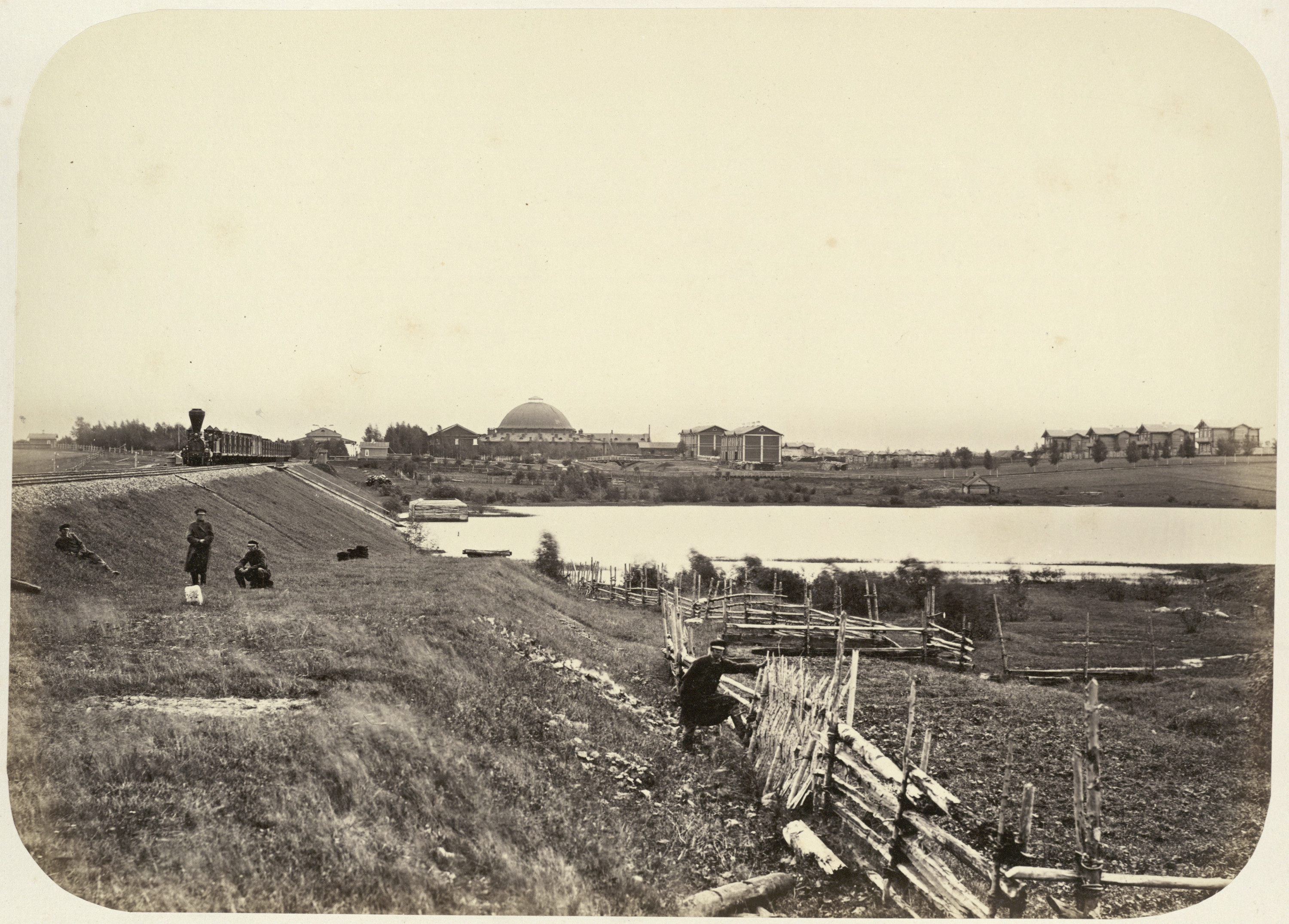
Спирово в 1860-е годы

Известен с 1545 как займище Спирово погоста Егорьевская Мокрынь Бежецкой пятины Новгородской земли. В 1847 близ посёлка прошла Николаевская железная дорога. В 1886 был основан стекольный завод. Статус посёлка городского типа — с 1928. Во время Великой Отечественной войны в Спирово работал крупный эвакопункт.
Распоряжением Правительства РФ от 29 июля 2014 года № 1398-р «Об утверждении перечня моногородов» пгт включён в категорию «Монопрофильные муниципальные образования Российской Федерации (моногорода) с наиболее сложным социально-экономическим положением».

## Население
| 1859  | 1939  | 1959  | 1970  | 1979  | 1989  |
| ----- | ----- | ----- | ----- | ----- | ----- |
| 213   | ↗5239 | ↗6418 | ↗6706 | ↘6450 | ↗6896 |
| 2002  | 2006  | 2009  | 2010  | 2012  | 2013  |
| ↘6859 | ↘6700 | ↘6505 | ↘6267 | ↘6194 | ↘6104 |
| 2014  | 2015  | 2016  | 2017  | 2018  | 2019  |
| ↘5979 | ↘5943 | ↘5891 | ↘5866 | ↘5811 | ↗5825 |
| 2020  | 2021  |       |       |       |       |
| ↘5787 | ↘5194 |       |       |       |       |

Национальный состав
По итогам переписи населения 2020 года проживали следующие национальности (национальности менее 0,1 % и другое, см. в сноске к строке «Другие»):
| Национальность | Численность, чел. | Доля     |
| -------------- | ----------------- | -------- |
| Русские        | 4760              | 91,64 %  |
| Чеченцы        | 105               | 2,02 %   |
| Карелы         | 94                | 1,81 %   |
| Украинцы       | 42                | 0,81 %   |
| Цыгане         | 22                | 0,42 %   |
| Другие         | 171               | 3,30 %   |
| Итого          | 5194              | 100,00 % |

## Экономика
До 2000-х годов работали: крупнейший стеклозавод «Индустрия», фабрика ёлочных украшений, льнозавод, молокозавод, нефтебаза, филиал швейной фабрики.

## Культура
В городе находится краеведческий музей. Издаётся газета «Спировские известия».

## Известные люди
В посёлке учился лётчик-испытатель, Герой Советского Союза Сергей Георгиевич Бровцев.
В 1910 году родился конструктор реактивных двигателей Леонид Степанович Душкин.